# Бурхард III (Швабия)
Бурхард III (на немски: Burchard; на латински: Burchardus, Burgardus; * 906 или 915 † 11 ноември 973) от алеманската фамилия Бурхардинги, е маркграф на Реция, граф в Тургау и Цюрихгау и херцог на Швабия от 954 до 973 г.

## Живот
Син е на херцог Бурхард II († 926) и Регелинда от Цюрихгау († 958), която се омъжва по-късно за херцог Херман I (Конрадини). Той е брат на Берта, съпруга на крал Рудолф II крал на Бургундия и на крал Хуго I крал на Италия.
След смъртта на баща му през 926 г. Бурхард е заведен в Саксония и там е оженен за Вилтруд от фамилията на Имедингите, за да не пречи на новия херцог на Швабия Херман I. През 954 г. той получава Херцогство Швабия, което е взето от Лиудолф. Вероятно му помага неговата роднинска връзка с Аделхайд Бургундска.
Бурхард е доверен и приятел на император Ото I Велики, с когото се бие на 10 август 955 г. в битката на Лехското поле и също го придружава в неговите походи в Италия. През 965 г. той ръководи третия поход на Ото в Италия против крал Беренгар II. Бурхард побеждава в битката на река По на 25 юни 965 г., което подсигурява на Ото лангобардските херцогства в Южна Италия и през 972 г. тяхното присъединение към Свещената Римска империя.
През 954 г. Бурхард се жени за Хадвиг, дъщеря на баварския херцог Хайнрих I и Юдит Баварска и сестра на по-късния баварски херцог Хайнрих II. Те подаряват заедно през 970 г. на крепостта Хоентвил Бенедиктинския манастир, посветен на Свети Георги.
Бурхард умира през ноември 973 г. и е погребан в манастир на остров Райхенау в Боденско езеро. След неговата смърт Ото II дава херцогството на Ото I от Швабия, синът на неговия полубрат Лиудолф.

## Семейство и деца
Бурхард е женен два пъти. Първият път с (исторически недоказуемо) Вилтраут (Вилтруд) от фамилията на Имединги и има с нея пет деца:
- Берта

∞ Валдеред, от фамилята на Имедингите
- Дитрих I († 13 юли 982), вероятен родител на Ветините
- Бурхард IV (* пр. 950; † 13 юли 982), граф в Лизгау и в Хасегау
- Херман
- Хамелрих

Исторически доказан е неговия брак от 954 г. с Хадвиг (* 939/940/945; † 26 август 994), дъщеря на баварския херцог Хайнрих I и Юдит Баварска. Бракът остава вероятно бездетен.